# TSV 하르트베르크
TSV 하르트베르크(독일어: TSV Hartberg)는 오스트리아의 축구 클럽으로, 하르트베르크를 연고로 하고 있다. 현재 오스트리아의 최상위 리그인 오스트리아 분데스리가에 참가하고 있다.

## 선수 명단

### 현역
참고: FIFA 자격 규정에 따라 소속된 국가대표팀 국기를 표시합니다. 선수는 복수의 FIFA 비회원국 국적을 가지고 있을 수 있습니다.
| 번호 | 포지션 | 국적 | 이름        |
| ---- | ------ | ---- | ----------- |
| 5    | MF     | 말리 | 유바 디아라 |

| 번호 | 포지션 | 국적     | 이름          |
| ---- | ------ | -------- | ------------- |
| 61   | DF     | 튀르키예 | 푸르칸 데미르 |

## 역대 감독
| 감독          | 임기        |
| ------------- | ----------- |
| 안제이 레시악 | 2006 ~ 2007 |
| 마르쿠스 쇼프 | 2022 ~      |